# Blatta (Croazia)
Blatta (in croato Blato) è un comune di 3 583 abitanti, che si trova nella parte occidentale dell'isola di Curzola, nella regione raguseo-narentana in Croazia.
Blatta è il capoluogo comunale con 3.551 abitanti. Vi si arriva anche seguendo la strada principale dell'isola di Curzola, passando per Smoquizza attraverso paesaggi boschivi. La borgata si apre a forma di anfiteatro su alcune colline attorno a una piccola valle. L'abitato è attraversato da un lungo viale di tigli detto "Zlinja" ai cui lati, nei tempi più recenti, è sorta una serie di edifici pubblici: una scuola, un albergo, banche, negozi, il palazzo del Comune e un ospedale.
Qua nacque la religiosa Marija Petković.

## Storia
Durante la seconda guerra mondiale fu occupata dall'Italia e annessa alla provincia di Spalato di cui costituì un comune dal 1941 al 1943. Durante il conflitto venne bombardata dagli Alleati..

## Società

### Etnie e minoranze straniere
Secondo il censimento del 2011, esiste una larghissima maggioranza etnico-linguistica croata, il 97,83% della popolazione. Presenti piccole minoranze di serbi, bosniaci, sloveni e macedoni.

### La presenza autoctona di italiani
È presente una piccola comunità di italiani autoctoni che rappresentano una minoranza residuale di quelle popolazioni italiane che abitarono per secoli la penisola dell'Istria e le coste e le isole del Quarnaro e della Dalmazia, territori che appartennero alla Repubblica di Venezia. La presenza degli italiani a Blatta è drasticamente diminuita in seguito agli esodi che hanno seguito la prima e la seconda guerra mondiale. Dal censimento del 2011, risulta ancora una modestissima percentuale italiana, lo 0,03%.

## Geografia antropica

### Località
Il comune di Blatta è suddiviso in 2 frazioni (naselja):
- Blatta (Blato), sede comunale: 3.570 ab.
- Potirna (Potirna): 23 ab.

## Cucina
Dolce tipico di Blatta è la lumblija, un impasto con frutta secca, spezie e varenik. A partire del 2023, lo stesso dolce è stato inserito nell'UNESCO. È un dolce tipico che è difficile trovare in giro per il paesino ma viene preparato appositamente il giorno dei morti a novembre.